# Giải bóng đá nữ vô địch U19 quốc gia 2021
Giải bóng đá nữ vô địch U19 quốc gia 2021 là giải bóng đá nữ dành cho lứa tuổi U19 ở Việt Nam. Đây là mùa giải thứ 15 do VFF tổ chức. Giải diễn ra theo hai lượt (lượt đi và lượt về) để tính điểm xếp hạng từ ngày 16 tháng 3 đến ngày 8 tháng 4 năm 2021 trên Sân vận động Thanh Trì, Hà Nội.

## Các đội bóng
Tính đến ngày 16 tháng 3 năm 2021 trên trang chủ VFF.
- U19 Hà Nội Watabe
- U19 Thành phố Hồ Chí Minh
- U19 Than Khoáng Sản Việt Nam
- U19 Sơn La
- U19 Phong Phú Hà Nam[2]

## Kết quả chi tiết

### Vòng 1
| U19 nữ Thành phố Hồ Chí Minh | 1–1      | U19 nữ Hà Nội Watabe |
| ---------------------------- | -------- | -------------------- |
| Nguyễn Thị Ngọc Duyên 90+3'  | Chi tiết | Đặng Thanh Thảo 16'  |

| U19 nữ Phong Phú Hà Nam | 0–0      | U19 nữ Sơn La |
| ----------------------- | -------- | ------------- |
|                         | Chi tiết |               |

### Vòng 2
| U19 Hà Nội Watabe | 0–1      | U19 nữ Phong Phú Hà Nam |
| ----------------- | -------- | ----------------------- |
|                   | Chi tiết | Lưu Hoàng Vân 63'       |

| U19 Than Khoáng Sản Việt Nam | 1–0      | U19 nữ Thành phố Hồ Chí Minh |
| ---------------------------- | -------- | ---------------------------- |
| Trần Nhật Lan 45'            | Chi tiết |                              |

### Vòng 3
| U19 nữ Thành phố Hồ Chí Minh                                                                     | 5–0      | U19 nữ Sơn La |
| ------------------------------------------------------------------------------------------------ | -------- | ------------- |
| K'Thủa 13' · Phan Thị Ngọc Trâm 56' · Nguyễn Thị Ngọc Duyên 59', 71' · Đinh Thị Hậu 65' (ph.l.n) | Chi tiết |               |

| U19 nữ Hà Nội Watabe | 1–2      | U19 nữ Than Khoáng Sản Việt Nam       |
| -------------------- | -------- | ------------------------------------- |
| Phạm Thị Linh 28'    | Chi tiết | Phạm Thị Nhâm 21' · Trần Nhật Lan 90' |

### Vòng 4
| U19 nữ Than Khoáng Sản Việt Nam                                                              | 4–1      | U19 nữ Phong Phú Hà Nam |
| -------------------------------------------------------------------------------------------- | -------- | ----------------------- |
| Trần Thị Thu Xuân 31' · Trần Nhật Lan 41' · Hoàng Thị Mỹ Hằng 85' · Nguyễn Thị Như Quỳnh 73' | Chi tiết | Trần Thị Thu Hường 58'  |

| U19 nữ Sơn La                   | 2–9      | U19 nữ Hà Nội Watabe |
| ------------------------------- | -------- | --- |
| Hồ Hải Vân 18' · Lò Thị Son 38' | Chi tiết | Trần Thị Thương 4' · Vũ Thị Hoa 20', 21', 61', 68' · Lê Thị Kim Oanh 27' · Đặng Thanh Thảo 36' · Phạm Thị Linh 51' · Trần Thị Thùy Linh 81' |

### Vòng 5
| U19 nữ Sơn La | 0–2      | U19 nữ Than Khoáng Sản Việt Nam |
| ------------- | -------- | ------------------------------- |
|               | Chi tiết | Trần Nhật Lan 14', 18'          |

| U19 nữ Phong Phú Hà Nam | 1–2      | U19 nữ Thành phố Hồ Chí Minh                     |
| ----------------------- | -------- | ------------------------------------------------ |
| Đào Thị Ngân 45+1'      | Chi tiết | Châu Ngọc Bích 60' · Nguyễn Thị Ngọc Duyên 90+3' |

### Vòng 6
| U19 nữ Hà Nội Watabe                                             | 4–0      | U19 nữ Thành phố Hồ Chí Minh |
| ---------------------------------------------------------------- | -------- | ---------------------------- |
| Vũ Thị Hoa 4', 52' · Nguyễn Thị Tú Anh 29' · Đặng Thanh Thảo 53' | Chi tiết |                              |

| U19 nữ Sơn La | 0–3      | U19 nữ Phong Phú Hà Nam                                         |
| ------------- | -------- | --------------------------------------------------------------- |
|               | Chi tiết | Trần Thị Lan Anh 18' · Lưu Hoàng Vân 35' · Nguyễn Thùy Linh 50' |

### Vòng 7
| U19 nữ Phong Phú Hà Nam | 0–5      | U19 nữ Hà Nội Watabe                                               |
| ----------------------- | -------- | ------------------------------------------------------------------ |
|                         | Chi tiết | Trần Thị Thương 17', 63' · Vũ Thị Hoa 39', 59' · Phạm Thị Linh 89' |

| U19 nữ Thành phố Hồ Chí Minh | 0–4      | U19 nữ Than Khoáng Sản Việt Nam                                                            |
| ---------------------------- | -------- | ------------------------------------------------------------------------------------------ |
|                              | Chi tiết | Trần Thị Thu Xuân 20' · Trần Thị Thu Phương 25' · Trần Nhật Lan 43' · Nguyễn Thu Trang 84' |

### Vòng 8
| U19 nữ Sơn La | 0–1      | U19 nữ Thành phố Hồ Chí Minh |
| ------------- | -------- | ---------------------------- |
|               | Chi tiết | Phan Thị Ngọc Trâm 53'       |

| U19 nữ Than Khoáng Sản Việt Nam | 0–2      | U19 nữ Hà Nội Watabe |
| ------------------------------- | -------- | -------------------- |
|                                 | Chi tiết | Vũ Thị Hoa 16', 56'  |

### Vòng 9
| U19 nữ Phong Phú Hà Nam | 0–3      | U19 nữ Than Khoáng Sản Việt Nam                  |
| ----------------------- | -------- | ------------------------------------------------ |
|                         | Chi tiết | Trần Thị Thu Phương 73', 81' · Trần Nhật Lan 87' |

| U19 nữ Hà Nội Watabe                                              | 3–0      | U19 nữ Sơn La |
| ----------------------------------------------------------------- | -------- | ------------- |
| Trần Thị Thương 62' · Lê Thị Kim Oanh 82' · Nguyễn Thị Tú Anh 88' | Chi tiết |               |

### Vòng 10
| U19 nữ Than Khoáng Sản Việt Nam | 1–1      | U19 nữ Sơn La                     |
| ------------------------------- | -------- | --------------------------------- |
| Hồng Như Hoa 13'                | Chi tiết | Nguyễn Thị Như Quỳnh 82' (ph.l.n) |

| U19 nữ Thành phố Hồ Chí Minh | 0–1      | U19 nữ Phong Phú Hà Nam |
| ---------------------------- | -------- | ----------------------- |
|                              | Chi tiết | Đào Thị Hồng Châm 45+3' |

## Bảng xếp hạng
| 1 | U19 nữ Than Khoáng sản Việt Nam | 8 | 6 | 1 | 1 | 17-5 | +12 | 19 |
| 2 | U19 nữ Hà Nội Watabe            | 8 | 5 | 1 | 2 | 25-6 | +19 | 16 |
| 3 | U19 nữ Thành phố Hồ Chí Minh    | 8 | 3 | 1 | 4 | 9-12 | -3  | 10 |
| 4 | U19 nữ Phong Phú Hà Nam         | 8 | 3 | 1 | 4 | 7-14 | -7  | 10 |
| 5 | U19 nữ Sơn La                   | 8 | 0 | 2 | 6 | 3-24 | -21 | 2  |

## Tổng kết mùa giải
- Đội Vô địch: U19 nữ Than Khoáng Sản Việt Nam
- Đội thứ Nhì: U19 nữ Hà Nội Watabe
- Đội thứ Ba: U19 nữ Thành phố Hồ Chí Minh
- Đội phong cách: U19 nữ Hà Nội Watabe
- Cầu thủ ghi nhiều bàn thắng nhất giải: Vũ Thị Hoa (41, Hà Nội Watabe, 10 bàn)
- Cầu thủ xuất sắc nhất giải: Trần Nhật Lan (11, Than Khoáng Sản Việt Nam)
- Thủ môn xuất sắc nhất giải: Nguyễn Thị Bích Ngọc (26, Than Khoáng Sản Việt Nam)